# Trifolium lugardii
Trifolium lugardii är en ärtväxtart som beskrevs av Arthur Allman Bullock. Trifolium lugardii ingår i släktet klövrar, och familjen ärtväxter. Inga underarter finns listade i Catalogue of Life.